# Wasserspitzmäuse
Die Wasserspitzmäuse (Neomys) sind eine in Europa und dem nördlichen Asien lebende Säugetiergattung aus der Familie der Spitzmäuse (Soricidae). Von den drei Arten dieser Gattung leben zwei, die Wasserspitzmaus (N. fodiens) und die Sumpfspitzmaus (N. anomalus) auch in Mitteleuropa.

## Merkmale
Wasserspitzmäuse sind an eine aquatische Lebensweise angepasst. An den Zehen befindet sich ein Saum aus borstenartigen Haaren, der ähnlich wie Schwimmhäute ein schnelles Vorankommen im Wasser ermöglicht. Bei der Wasserspitzmaus, nicht aber bei der Sumpfspitzmaus befinden sich ähnliche Borsten an der Unterseite des Schwanzes. Die Ohren sind klein und fast vollständig im Fell verborgen. Das Fell ist kurz und dicht, es ist an der Oberseite graubraun bis schwarz gefärbt, die Unterseite ist heller, oft weiß. Diese Tiere erreichen Kopfrumpflängen von 7 bis 10 Zentimetern, eine Schwanzlänge von 4,5 bis 8 Zentimeter und ein Gewicht von 12 bis 18 Gramm.

## Verbreitung und Lebensraum
Das Verbreitungsgebiet der Wasserspitzmäuse umfasst weite Teile Europas und des nördlichen Asiens, es reicht im Osten bis zur Pazifikküste und umfasst auch Kleinasien. Sie finden sich meist in der Nähe von Gewässern wie Seen, Flüssen oder Sumpfregionen.

## Lebensweise
Wasserspitzmäuse sind geschickte Schwimmer und Taucher und suchen oft im Wasser nach Nahrung. Zur Ruhe ziehen sie sich in Baue zurück, die sie entweder selbst gegraben oder von anderen Kleinsäugern übernommen haben. Sie können sowohl tag- als auch nachtaktiv sein und leben wie die meisten Spitzmäuse vorwiegend einzelgängerisch. Die Nahrung besteht sowohl aus wirbellosen Tieren (wie Insektenlarven) als auch aus kleinen Wirbeltieren (wie Fischen und Fröschen).

## Die Arten
Die Gattung der Wasserspitzmäuse wird in drei Arten geteilt:
- Die Wasserspitzmaus (Neomys fodiens) ist die größte Art und von Westeuropa bis zur sibirischen Pazifikküste verbreitet.
- Die Sumpfspitzmaus (Neomys anomalus) ist kleiner und weniger stark an das Wasserleben angepasst. Sie kommt vorwiegend in Südosteuropa vor und findet sich seltener in West- und Mitteleuropa.
- Die Kaukasische Bachspitzmaus (Neomys teres (früher als N. schelkovnikovi bezeichnet)) ist in der Kaukasus-Region und in Kleinasien beheimatet.

Der wissenschaftliche Gattungsname ist aus den altgriechischen Worten neos (neu) und mys (Maus) zusammengesetzt. Ein 1832 von Wagler eingeführter und später als Synonym genutzter Name war Crossopus. Dieser bestand aus den altgriechischen Worten krossus (Franse/Quaste) und pus (Fuß).
Die Amerikanische Wasserspitzmaus (Sorex palustris) und die Asiatischen Wasserspitzmäuse (Gattung Chimarrogale) gehören nicht dieser Gattung an.